# Geher-Länderkampf der Frauen 1977 Dänemark – BR Deutschland
| 9. Leichtathletik-Länderkampf mit bundesdeutscher Beteiligung 1977 | 9. Leichtathletik-Länderkampf mit bundesdeutscher Beteiligung 1977 |
| ------------------------------------------------------------------ | ------------------------------------------------------------------ |
|                                                                    |                                                                    |
| Geher-Vergleich der Frauen: Dänemark – BR Deutschland              |                                                                    |
| Austragungsort                                                     | Omme                                                               |
| Wettbewerbe                                                        | 1                                                                  |
| Datum                                                              | 25. Juni                                                           |
| 1. DNK 2. FRG                                                      | 19 Punkte 18 Punkte                                                |
| Chronik                                                            |                                                                    |
| ← FRG-URS 5kampf (F)                                               | FRG-USA (M) →                                                      |

Im neunten Vergleich des Länderkampfjahres 1977 kam es am 25. Juni zum zweiten Länderkampf der bundesdeutschen Geherinnen in diesem Jahr, zu ihrem dritten insgesamt. Gegnerinnen waren zum ersten Mal Sportlerinnen aus Dänemark. Gastgeber war der kleine dänische Ort Omme.

## Modus
Jede Nation konnte maximal fünf Geherinnen stellen, von denen die vier Besten gewertet wurden. Dänemark trat mit nur vier Teilnehmerinnen an. Ausgetragen wurde ein Wettbewerb auf der Bahn über 5000 Meter. Die Siegerin erhielt neun Punkte, für den zweiten Platz gab es sieben Punkte, für den dritten sechs, für den vierten fünf, für den fünften Platz vier Punkte usw.

## Ergebnis
Die Einzelwertung gewann eine dänische Geherin. Der Ausgang des zweiten Geher-Vergleichs der Frauen in dieser Saison war äußerst eng, mit neunzehn zu achtzehn Punkten setzten sich am Ende die Däninnen durch.

## Resultate

### 5000-m-Bahngehen
| Platz | Athlet           | Land | Zeit (min) |
| ----- | ---------------- | ---- | ---------- |
| 1     | Charlotte Hansen | DNK  | 26:04,6    |
| 2     | Monika Glöckler  | FRG  | 26:09,0    |
| 3     | Heike Penner     | FRG  | 26:17,0    |
| 4     | Tina Thomsen     | DNK  | 26:26,0    |
| 5     | Regine Broders   | FRG  | 26:35,0    |
| 6     | Laila Meisen     | DNK  | 26:58,0    |
| 7     | Karin Möller     | DNK  | 27:02,0    |
| 8     | Ingrid Adam      | FRG  | 27:04,0    |
| 9     | Gerda Bornwasser | FRG  | 28:34,0    |